# ズグロムシクイ属
ズグロムシクイ属（ずぐろむしくいぞく、学名 Sylvia）は、鳥類スズメ目ズグロムシクイ科の属である。
定義によってはムシクイに含まれるが、狭義のムシクイであるムシクイ科ムシクイ属Phylloscopus とは、同じウグイス上科だが別科である。

## 分類
古くはヒタキ科（現在のヒタキ科よりかなり巨大）ウグイス亜科に分類されていた。
1980年代以降は、Sylviidae に分類される。ただしその和名は分類により変動する。
Sibley分類では、ウグイス科 Sylviidae（ウグイスを含むので和名がウグイス科となった）ダルマエナガ亜科オナガムシクイ族 Sylviini の唯一の属だった。
国際鳥類学会 (IOC) による最新の分類（ドラフト）では、ダルマエナガ属など14属を含むダルマエナガ科 Sylviidae の一員である。
暫定的にズグロムシクイ科 Sylviidae にズグロムシクイ属のみを含める分類もある。

## 種
国際鳥類学会 (IOC) によると28種が属する。うち5種は以前はカラムシクイ属 Parisoma に分離されていた。Pseudoalcippe の2種と Horizorhinus の1種が統合される可能性がある。
- Sylvia atricapilla, Eurasian Blackcap, ズグロムシクイ
- Sylvia borin, Garden Warbler, ニワムシクイ
- Sylvia nisoria, Barred Warbler, シマムシクイ
- Sylvia curruca, Lesser Whitethroat, コノドジロムシクイ
- Sylvia minula, Desert Whitethroat, コハッコウチョウ
- Sylvia althaea, Hume’s Whitethroat, アルタイコノドジロムシクイ
- Sylvia hortensis, Western Orphean Warbler （S. crassirostris 分離前の旧英名 Orphean Warbler、旧和名 メジロムシクイ）
- Sylvia crassirostris, Eastern Orphean Warbler （S. hortensis から分離）
- Sylvia leucomelaena, Arabian Warbler, オグロムシクイ
- Sylvia nana, Asian Desert Warbler, サバクムシクイ
- Sylvia deserti, African Desert Warbler
- Sylvia communis, Common Whitethroat, ノドジロムシクイ
- Sylvia undata, Dartford Warbler, オナガムシクイ
- Sylvia sarda, Marmora’s Warbler, ネズミオナガムシクイ
- Sylvia balearica, Balearic Warbler （S. sarda から分離）
- Sylvia deserticola, Tristram’s Warbler, チャバラムシクイ
- Sylvia conspicillata, Spectacled Warbler, ミナミノドジロムシクイ
- Sylvia cantillans, Subalpine Warbler, シラヒゲムシクイ
- Sylvia moltonii, Moltoni’s Warbler （S. cantillans から分離）
- Sylvia melanocephala, Sardinian Warbler, クロガシラムシクイ
- Sylvia mystacea, Menetries’s Warbler, メネトリームシクイ
- Sylvia rueppelli, Ruppell’s Warbler, ノドグロムシクイ
- Sylvia melanothorax, Cyprus Warbler, キプロスムシクイ
- Sylvia buryi, Yemen Warbler, アラビアカラムシクイ （P. buryi）
- Sylvia lugens, Brown Warbler, チャイロカラムシクイ （P. lugens）
- Sylvia subcaerulea, Chestnut‐vented Warbler, ケープカラムシクイ （P. subcaerulea）
- Sylvia layardi, Layard’s Warbler, ムナフカラムシクイ （P. layardi）
- Sylvia boehmi, Banded Warbler, ムナオビカラムシクイ （P. boehmi）
- （Horizorhinus dohrni, Dohrn’s Thrush‐Babbler, ヒタキチメドリ）
- （Pseudoalcippe abyssinica, African Hill Babbler）
- （Pseudoalcippe atriceps, Ruwenzori Hill Babbler）